# Богнор Риджис Таун
«Богнор Риджис Таун» — английский футбольный клуб из города Богнор Риджис, Западный Суссекс. Образован в 1883 году. Домашние матчи проводит на стадионе «Найвуд Лэйн». В настоящее время выступает в Премьер дивизионе Истмийской лиги, седьмом по значимости футбольном турнире в системе футбольных лиг Англии.

## История
ФК «Богнор» был основан в 1883 году и являлся одним из основателей Футбольной лиги Западного Суссекса (West Sussex Football League) в 1896 году. Клуб выигрывал эту лигу пять раз подряд в начале двадцатых годов XX века, после чего вступил в Лигу Брайтон энд Хоув дистрикт (Brighton & Hove District League) в 1926 году. Однако на следующий год команда вновь перешла в другую лигу, на этот раз в Лигу графства Суссекс (Sussex County League), где и выступала до 1972 года. Клуб был переименован в «Богнор Риджис» в 1929 году, после того, как король Георг V добавил слово «Риджис» в наименование города.
Клуб выиграл Первый дивизион Лиги графства Суссекс в 1949 году. В конце сезона команда добавила в своё название слово «Таун», чтобы не возникало путаницы с местной регбийной командой.
В конце сезона 1969/70 команда вылетела из Первого дивизиона, но сумела вернуться обратно, выиграв Второй дивизион на следующий сезон, а год спустя, одержав победу в Первом дивизионе Лиги графства Суссекс, впервые получила право выступить в Первом дивизионе Юг Южной Лиги. В сезоне 1972/73 команда впервые дошла до первого раунда Кубка Англии, проиграв там «Колчестер Юнайтед» со счетом 6:0. В 1976 году 26-летний Джек Пирс стал главным тренером команды; этот пост он сохранял более 40 лет.
В 1981 году клуб был переведён в Первый дивизион Истмийской Лиги и сразу получил повышение в Премьер дивизион, после финиша на втором месте в сезоне 1981/82. В сезоне 1984/1985 команда вновь дошла до первого раунда Кубка Англии, где в переигровке одолела команду «Суонси Сити» со счетом 3:1, после ничьей 1:1 на выезде. Однако во втором раунде команда проиграла «Редингу» со счетом 6:2. Клуб дошел до второго раунда и на следующий сезон, победив в первом раунде «Энфилд» и проиграв во втором раунде «Джиллингему» 6:1. Команда доходила до первого раунда в сезонах 1986/87 (проигрыш в переигровке «Слау Таун») и в 1987/88 (проигрыш дома 3:0 от «Торки Юнайтед»). В сезоне 1988/89 команда вновь победила клуб футбольной лиги «Эксетер Сити» 2:1, но в следующем раунде потерпела поражение от «Кембридж Юнайтед».
В сезоне 1991/92 «Богнор» финишировал в зоне вылета, но был оставлен в лиге, после того как клубы «Дагенем» и «Рэдбридж Форест» объединились в один клуб. Однако в следующем сезоне команда финишировала внизу турнирной таблицы и вылетела из Премьер дивизиона. В сезоне 1995/96 клуб в четвёртый раз дошёл до второго раунда Кубка Англии, но там проиграл команде «Питерборо Юнайтед» 4:0.
В 2003 году команда финишировала второй в Первом дивизионе Юг и вернулась в Премьер дивизион Истмийской лиги. После финиша на 10-м месте в следующем сезоне клуб получил право играть в свежесозданной Южной Конференции. Команда играла там до 2009 года, пока не вылетела обратно в Премьер дивизион Истмийской Лиги, в котором задержаться тоже не удалось, и команду, вновь ждало понижение на следующий сезон.
Сезон 2010/11 команда начала в Первом дивизионе Юг Истмийской Лиги, и ей немного не хватило для чемпионства и прямой путёвки в Премьер дивизион. Набрав 96 очков (что является рекордом клуба), команда уступила по разнице мячей всего один мяч клубу Метрополитан Полис. В результате команда была вынуждена выступать в плей-офф, где проиграла в полуфинале клубу Далвич Хамлет, который отстал в таблице от Богнор Риджис на 31 очко.
В следующем сезоне команда вновь финишировала на втором месте, но на этот раз «Богнор» смог победить, «отомстив» команде из Далвича в финале, и получив путевку в Премьер дивизион. В следующем сезоне команда заняла место в середине таблицы, сумев удержаться в лиге после повышения. В сезоне 2013/14 клуб смог занять 3 место в лиге, и получил право выступить в плей-офф за право повышения в Южную Конференцию. Но в полуфинале уступил будущему победителю плей-офф «Лоусофт Тауну».
Сезон 2015/16 команда закончила на 2-м месте, отстав от победителя Хэмптон энд Ричмонд Боро всего на одно очко. В полуфинале плей-офф «Богнор» вновь проиграл команде из Далвича. Однако в этом сезоне у команды получилось лучшее выступление в истории в ФА Трофи, где «Богнор Риджис» дошёл до полуфинала, обыграв по пути несколько команд из более высоких лиг. По дороге в полуфинал были побеждены «Бат Сити», «Мейдстон Юнайтед», «Олтрингем», «Саттон Юнайтед», «Торки Юнайтед». Но надеждам выступить в финале кубка на Уэмбли не суждено было сбыться. В полуфинале «Богнор» уступил клубу «Гримсби Таун».

## Достижения
показаны наивысшие достижения клуба

### Достижения в лигах
- Истмийская лига
  - Премьер дивизион — 2-е место — 2015/16
  - Первый дивизион — 2-е место — 1981/82
  - Первый дивизион Юг — 2-е место — 2002/03, 2010/11, 2011/12
- Южная лига
  - Южный дивизион — 2-е место — 1980/81
- Лига графства Суссекс
  - Первый дивизион — Победитель — 1948/49, 1971/72
  - Второй дивизион — Победитель — 1970/71
- Лига Западного Суссекса
  - Победитель — 1920/21, 1921/22, 1922/23, 1923/24, 1924/25
  - 2-е место — 1897/98

### Достижения в кубках
- ФА Трофи
  - полуфиналисты — 2015/16
- Кубок Англии
  - Второй раунд — 1984/85, 1985/86, 1988/89, 1995/96
- Кубок Суссекса
  - Победитель — 1954/55, 1955/56, 1979/80, 1980/81, 1981/82, 1982/83, 1983/84, 1986/87
- Суссекс RUR Кубок
  - Победитель — 1971/72
- Кубок Истмийской Лиги
  - Победитель — 1986/87

## Рекорды
- Крупнейшая победа 24:0 v «Литтлхэмптон», Лига Западного Суссекса, 1913/14
- Крупнейшее поражение 0:19 v Шорхэм, Лига Западного Суссекса, 1906/07
- Рекорд посещаемости 3 642 v «Суонси Сити», Кубок Англии переигровка первого раунда, 1984/85
- Высшая позиция в лиге: девятые в Южной конференции, 2004/05
- Лучшее выступление в Кубке Англии: второй раунд, 1984/85, 1985/86, 1988/89, 1995/96
- Лучшее выступление в ФА Трофи: полуфинал, 2015/16
- Наибольшее количество очков в сезоне: 96 — Первый дивизион Юг Истмийской лиги 2010/2011